# Gensui
Gensui (元帥海軍大将 y 元帥陸軍大将; almirante de la flota o mariscal) era el rango más alto en la Armada Imperial Japonesa y el Ejército Imperial Japonés. El término gensui fue utilizado por la Armada y el Ejército, y era concedido por el servicio extremadamente meritorio al Emperador.
Equivalente a un rango de cinco estrellas (OF-10), es similar al Almirante de la Flota en la Marina Real Británica y al de Almirante de flota en la Armada de los Estados Unidos. En cuanto al Ejército es idéntico al General del Ejército del Ejército de los Estados Unidos.

## Historia
- En la era Meiji, el título fue otorgado a cinco generales y tres almirantes.
- Con la era Taishō fue concedido a seis generales y seis almirantes.
- Durante la era Shōwa fue concedido a seis generales y a cuatro almirantes.

## Gensuis
| Imagen | Nombramiento          | Nombre                           |
| ------ | --------------------- | -------------------------------- |
|        | 20 de enero de 1898   | Marqués Saigō Tsugumichi         |
|        | 31 de enero de 1906   | Conde Itō Sukeyuki               |
|        | 31 de octubre de 1911 | Vizconde Inoue Yoshika           |
|        | 21 de abril de 1913   | Marqués Tōgō Heihachirō          |
|        | 7 de julio de 1913†   | Príncipe Arisugawa Takehito      |
|        | 26 de mayo de 1917    | Barón Ijūin Gorō                 |
|        | 27 de junio de 1922†  | Príncipe Higashifushimi Yorihito |
|        | 8 de enero de 1923†   | Barón Shimamura Hayao            |
|        | 24 de agosto de 1923† | Barón Katō Tomosaburō            |
|        | 27 de mayo de 1932    | Príncipe Hiroyasu Fushimi        |
|        | 18 de abril de 1943†  | Isoroku Yamamoto                 |
|        | 21 de junio de 1943   | Osami Nagano                     |
|        | 31 de marzo de 1944†  | Mineichi Koga                    |

| Imagen | Nombramiento            | Nombre                      |
| ------ | ----------------------- | --------------------------- |
|        | 20 de enero de 1898     | Príncipe Yamagata Aritomo   |
|        | 20 de enero de 1898     | Príncipe Komatsu Akihito    |
|        | 20 de enero de 1898     | Príncipe Ōyama Iwao         |
|        | 31 de enero de 1906     | Marqués Nozu Michitsura     |
|        | 24 de octubre de 1911   | Conde Oku Yasukata          |
|        | 9 de enero de 1914      | Conde Hasegawa Yoshimichi   |
|        | 9 de enero de 1914      | Príncipe Fushimi Sadanaru   |
|        | 9 de enero de 1914      | Barón Kawamura Kageaki      |
|        | 24 de junio de 1916     | Conde Terauchi Masatake     |
|        | 12 de diciembre de 1919 | Príncipe Kan'in Kotohito    |
|        | 27 de abril de 1921     | Barón Uehara Yūsaku         |
|        | 28 de enero de 1929     | Príncipe Kuni Kuniyoshi     |
|        | 8 de agosto de 1932     | Príncipe Nashimoto Morimasa |
|        | 3 de mayo de 1933       | Barón Nobuyoshi Mutō        |
|        | 21 de junio de 1943     | Conde Hisaichi Terauchi     |
|        | 21 de junio de 1943     | Hajime Sugiyama             |
|        | 2 de junio de 1944      | Shunroku Hata               |